# Hermann Baerecke
Hermann Baerecke (* 18. März 1861 in Altkirch (Posilge), Kreis Stuhm; † 25. Juli 1929 in Berlin-Charlottenburg) war ein deutscher Verwaltungsjurist. In den 128 Jahren des masurischen Kreises Ortelsburg war er einer von nur sieben Landräten.

## Leben
Hermann Baerecke studierte an der Rheinischen Friedrich-Wilhelms-Universität Rechts- und Kameralwissenschaften. Er renoncierte am 6. Mai 1880 beim Corps Hansea Bonn und wurde am 11. Dezember 1880 recipiert. Am 22. Oktober 1881 inaktiviert, wechselte an die Friedrich-Wilhelms-Universität zu Berlin. Nach dem im Juni 1883 bestandenen Referendarexamen wurde er an der Universität Jena 1883 zum Dr. iur. promoviert. Rechtsreferendar war er in Putzig (1883) und Danzig (1884), Regierungsreferendar in Danzig (1885), Wiesbaden, Elbing (1886) und Berlin (1887). Am 12. Mai 1888 bestand er das Regierungsassessorexamen. Nachdem er in Trier und bei der Regierung in Königsberg Regierungsassessor gewesen war, kam er im Juni 1892 kommissarisch auf den Landratsposten im Kreis Ortelsburg. Im Dezember 1892 wurde er endgültig zum Landrat des Kreises ernannt. 1897 wurde er abgelöst. Er kam zum Polizeipräsidenten in Berlin. Dort wurde er 1899 Regierungsrat und 1909 Oberregierungsrat. 1918, wohl nach der Novemberrevolution, schied er mit 57 Jahren aus dem Staatsdienst. Den Ruhestand verlebte er in Charlottenburg.